# Circuito Brasileiro de Voleibol de Praia Feminino de 2010
O Circuito Brasileiro de Voleibol de Praia Feminino de 2010, também chamado de Circuito Banco do Brasil de Vôlei de Praia, foi a décima nona edição da principal competição nacional de Vôlei de Praia na variante feminina, realizado de 20 de janeiro a 28 de dezembro, dividido em doze etapas, sediados em doze Estados diferentes.

## Resultados
| Evento                                                                  | Ouro                                  | Prata                                 | Bronze                                | Quarto lugar                      |
| 1ª Etapa Caxias do Sul, Rio Grande do Sul 20 a 24 de janeiro de 2010.   | /Juliana Silva Larissa França         | /Talita Antunes Maria Elisa Antonelli | / Raquel da Silva Ágatha Bednarczuk   | Liliane Maestrini Luana Madeira   |
| 2ª Etapa Balneário Camboriú, Santa Catarina 3 a 7 de fevereiro de 2010. | /Juliana Silva Larissa França         | /Talita Antunes Maria Elisa Antonelli | / Bárbara Seixas Vivian Cunha         | / Érica Freitas Neide Sabino      |
| 3ª Etapa São José dos Campos, São Paulo 24 a 28 de fevereiro de 2010.   | /Juliana Silva Larissa França         | / Bárbara Seixas Vivian Cunha         | / Ângela Lavalle Vanilda Leão         | /Izabel Bezerra Luiza Amélia      |
| 4ª Etapa Uberaba, Minas Gerais 10 a 14 de março de 2010.                | /Talita Antunes Maria Elisa Antonelli | / Taiana Lima Thatiana Soares         | / Bárbara Seixas Vivian Cunha         | Liliane Maestrini Luana Madeira   |
| 5ª Etapa Goiânia, Goiás 24 a 28 de março de 2010.                       | /Juliana Silva Larissa França         | / Ângela Lavalle Vanilda Leão         | /Talita Antunes Maria Elisa Antonelli | / Bárbara Seixas Vivian Cunha     |
| 6ª Etapa Campo Grande, Mato Grosso do Sul 7 a 11 de abril de 2010.      | /Juliana Silva Larissa França         | Carolina Salgado Maria Clara Salgado  | / Ângela Lavalle Vanilda Leão         | / Shaylyn Bedê Elize Maia         |
| 7ª Etapa Fortaleza, Ceará 8 a 12 de setembro de 2010.                   | /Juliana Silva Larissa França         | / Andrezza Chagas Vivian Cunha        | Carolina Salgado Maria Clara Salgado  | / Pri Piantadosi-Lima Taiana Lima |
| 8ª Etapa João Pessoa, Paraíba 22 a 26 de setembro de 2010.              | /Juliana Silva Larissa França         | / Andrezza Chagas Vivian Cunha        | Carolina Salgado Maria Clara Salgado  | / Ângela Lavalle Vanilda Leão     |
| 9ª Etapa Maceió, Alagoas 6 a 10 de outubro de 2010.                     | /Juliana Silva Larissa França         | /Talita Antunes Maria Elisa Antonelli | Carolina Salgado Maria Clara Salgado  | / Ângela Lavalle Vanilda Leão     |
| 10ª Etapa Salvador, Bahia 20 a 24 de outubro de 2010.                   | /Juliana Silva Larissa França         | /Talita Antunes Maria Elisa Antonelli | Carolina Salgado Maria Clara Salgado  | / Andrezza Chagas Vivian Cunha    |
| 11ª Etapa Vila Velha, Espírito Santo 10 a 14 de novembro de 2010.       | /Juliana Silva Larissa França         | /Talita Antunes Maria Elisa Antonelli | / Ângela Lavalle Vanilda Leão         | / Pri Piantadosi-Lima Taiana Lima |
| 12ª Etapa Búzios, Rio de Janeiro 24 a 28 de novembro de 2010.           | /Juliana Silva Larissa França         | Carolina Salgado Maria Clara Salgado  | / Andrezza Chagas Vivian Cunha        | / Pri Piantadosi-Lima Taiana Lima |

## Prêmios individuais
As melhores atletas da temporada foram:
| MVP (Most Valuable Player) | Larissa França        | Espírito Santo |
| Melhor atacante            | Juliana Silva         | São Paulo      |
| Melhor saque               | Larissa França        | Espírito Santo |
| Melhor defesa              | Taiana Lima           | Alagoas        |
| Melhor bloqueio            | Juliana Silva         | São Paulo      |
| Melhor levantadora         | Larissa França        | Espírito Santo |
| Melhor recepção            | Maria Elisa Antonelli | Rio de Janeiro |
| Revelação                  | Lívia Mendonça        | Rio de Janeiro |
| Melhor técnico             | Reis Castro           | Ceará          |